# Rhyacia calamochroa
Rhyacia calamochroa är en fjärilsart som beskrevs av Kovacs och Zoltan Varga 1973. Rhyacia calamochroa ingår i släktet Rhyacia och familjen nattflyn. Inga underarter finns listade.